# Sakesphoroides niedeguidonae
Sakesphoroides niedeguidonae — вид горобцеподібних птахів родини сорокушових (Thamnophilidae). Описаний у 2024 році.

## Таксономія
Sakesphoroides niedeguidonae був ідентифікований як окремий вид і відокремлений від Sakesphoroides cristatus у 2024 році після огляду понад тисячі зразків і понад сотні звукозаписів.
Назва виду niedeguidonae вшановує бразильську археологиню Нієде Гідон, яка займалася дослідженням доісторичних пам'яток в Бразилії в 1970-х роках. Зусилля Ньєде допомогли створити національний парк Серра-да-Капівара в штаті Піауї, де її дослідження знайшли докази артефактів, які спровокували переоцінку традиційних теорій про поселення людей в Америці. Більше того, вона є символом сили та наполегливості у збереженні навколишнього середовища каатинги не лише для археологічних цілей, але й з огляду на біорізноманіття та місцеві людські спільноти, підкреслюючи каатингу як унікальне місце у світі.

## Поширення
Ендемік Бразилії. Вид поширений в основному на північ від річки Сан-Франсиску. Також повідомляється, що невеликі популяції є на південь від цієї річки в Расо-да-Катаріна. Мешкає у каатинзі — сезонному сухому тропічному лісі, що  характеризується переважно листяною рослинністю та надзвичайною сезонністю опадів.

## Опис
Самці Sakesphoroides niedeguidonae за оперенням схожі на Sakesphoroides cristatus, але самиці відрізняються від перших чітким кольором корони, спини та хвоста. Sakesphoroides niedeguidonae має загальний світліший (янтарний) колір, а не каштановий, як S. cristatus. Спинка у S. niedeguidonae оливково-коричнева, тоді як у S. cristatus — коричнева. Загальне забарвлення хвоста у S. niedeguidonae темніше, ніж у S. cristatus, причому найбільш помітною відмінністю є чорно-білі смуги, які у S. cristatus замінені лише непомітними тьмяно-коричневими та рудими смужками та повною відсутністю білих смуг.